# Ottavio Mosto

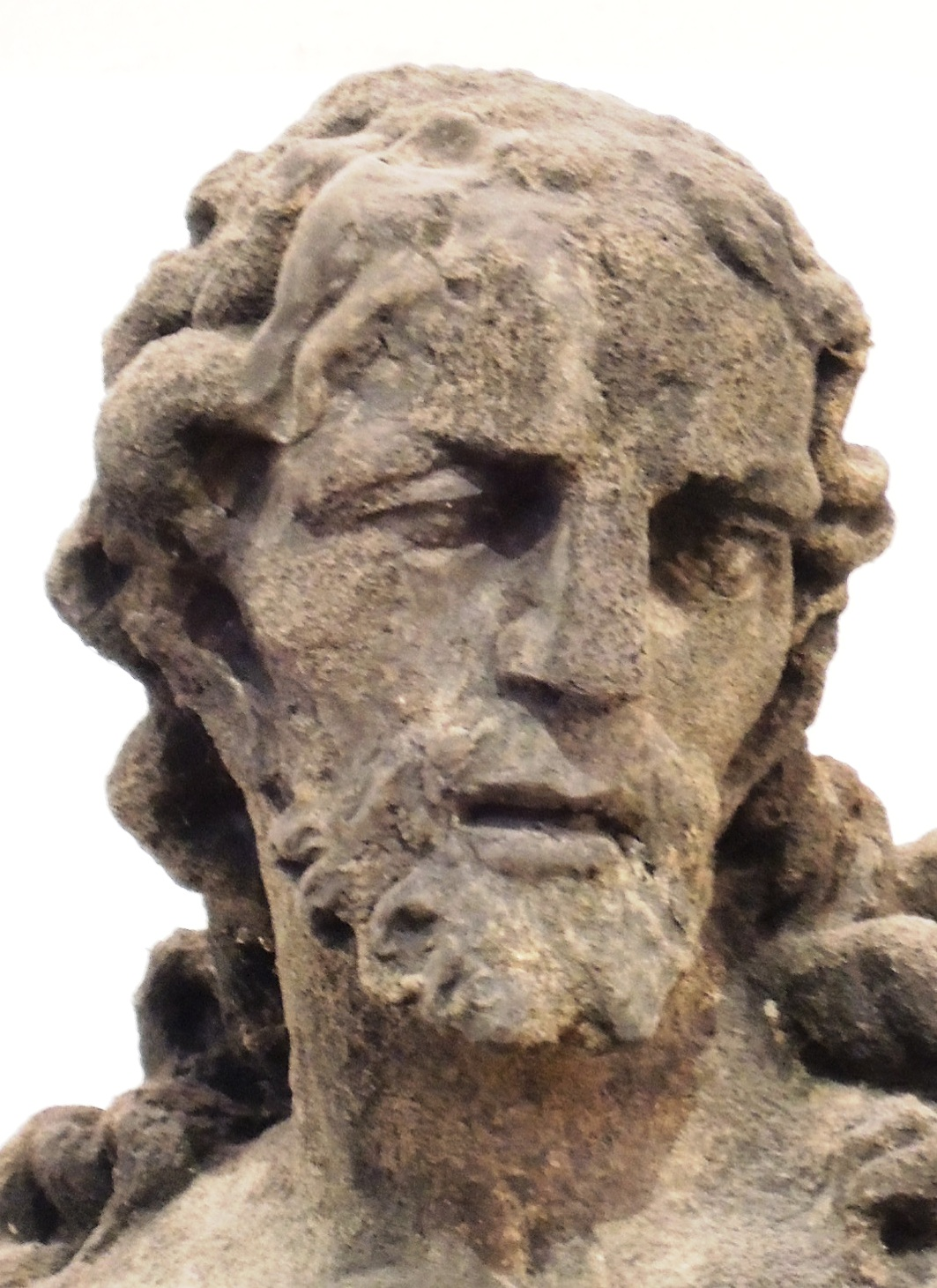
O. Mosto, Hlava Krista na štítu kostela sv. Jakuba v Praze

Ottavio Mosto (1659, Padova – 12. května 1701, Praha) byl italský barokní sochař, který působil v Salcburku a v Praze. Do českého prostředí přinesl jako jeden z prvních radikální barokní vlivy tvorby Gian Lorenza Berniniho. Jeho pražské působení bylo sice krátké, přesto sehrálo zásadní roli ve vývoji českého barokního sochařství.

## Životopis
O Mostově mládí toho mnoho nevíme. V pramenech je zachycen až roku 1690 v rakouském Salcburku, kam pravděpodobně přijel kvůli zakázce pro zámeckou zahradu Mirabell. Zde vytvořil dvě čtveřice soch pro zámeckou zahradu a mimo jiné pracoval pro rodinu Thunů na štukatérské výzdobě jejich kaple v kostele Panny Marie.
Roku 1695 je již doložen v Praze. kde se mimo jiné dostal do sporu s pražskými sochařskými cechy, protože provozoval řemeslo, aniž by patřil do jejich společenství. Nevíme sice jak tento spor dopadl, jisté ale je, že Mosto nikdy nezískal měšťanské právo žádného z pražských měst. Zaměstnávali ho staroměstští minorité, pro které vytvořil štukovou a sochařskou výzdobu fasády kostela sv. Jakuba, a pracoval pro rod Thunů. V Praze se stýkal především s místní italskou komunitou.
S manželkou Marií Františkou měl dvě dcery, Annu Marii Terezii a Efrozínu Markétu Lukrécii. Zemřel ve věku 42 let.

## Charakteristika
Mosto je obvykle považován za spíše průměrného sochaře. Jeho vliv na pražskou sochařskou scénu je však zcela zásadní, i přes své krátké působení se mu povedlo ovlivnit novou generaci (M. V. Jäckel, F. Preiss) a vznést do českého prostředí italské radikální tendence odvozované od díla G. L. Berniniho.
Mosto prosadil malířské pojetí skulptury s otevřenou a odlehčenou kompozicí. Ve svých dílech většinou využíval již zavedené typy a modely z italského prostředí, ale na české scéně, která ještě nedosáhla vrcholného baroka, byly tyto impulsy inovativní a originální. Pracoval především ve štuku, kameni a dřevě.
Jeho figury se vyznačují výrazným přetočením hlavy přes rameno, typovými obličeji a schematickými drapériemi. I přes velkou řemeslnou zdatnost ve svých dílech nedosahoval barokního iluzionismu Berniniovské úrovně. Jeho dílo spíše vnímáme jako dekorativním práce kolísavé kvality. Vzhledem ke krátkému působení Mosta v Praze a nedostatku archivních podkladů je určení a datovaní mnoha jeho prací náročné.

## Dílo

### Salcburk
- Alegorie ročních období (zámecká zahrada Mirabell, Salcburk, 1690) – čtveřice mramorových soch umístěných v balustrádě při jižní straně parku. Jednotlivá období jsou zosobněna římskými bohyněmi: Flora (bohyně květu a jara) jaro, Ceres (bohyně úrody a obilí) léto, Pomona (bohyně ovoce) podzim, Vesta (bohyně domácího krbu a jeho ohně) zima. Sochy mají esovitě prohnutá nahá těla (jen bohyně Vesta je zahalená) plných tvarů, jsou zachyceny v lehkém kontrapostu, kulaté hlavy s drobným obličejem, zjednodušené drapérie, podrobně vypracované detaily (prsty, šperky, účesy)

- Alegorie živlů (zámecká zahrada Mirabell, Salcburk, 1690) – čtveřice mramorových sousoší z řecké mytologie umístěných na východní a západní straně střední části.
  - Únos Persefony – země: Hádés zvedá svou budoucí ženu těsně předtím, než se s ní propadne do země. Výjev doplněn reliéfy s květinovými motivy na podstavci.
  - Zápas Hérakla s Antaiem – vzduch: Heráklés zvedá svého soupeře do vzduchu, aby ho oddělil od země, která mu dodává nepřemožitelnou sílu, Antaios znázorněn na pahýlu stromu, poseidonovské prvky (ještěrka, mušle) poukazují na Antaiův původ.
  - Únos Heleny – voda: Paris v objetí zdvihá Helenu do výšky, detaily poukazují na přímořské prostředí (kůl omotaný provazem, lastura, kotva).
  - Aineiás zachraňuje Anchísa a Askania z hořící Tróje – oheň: Aineiás vynáší svého otce a syna z hořící Tróje, v dolní části bortící se sloupy a plameny, dílo inspirované stejnojmenným sousoším od G. L. Berniniho.

- Štuková výzdoba Thunovské kaple (chrám Panny Marie, Salcburk, do roku 1693) – bílá štukatura na vnitřní i vnější straně kaple, akant a akantový ornament, sedící alegorické figury při dolních rámech bočních obrazů – Láska / Víra / Naděje / Statečnost, andílci, putti s hudebními nástroji, okřídlené hlavičky, z vnější strany postavy mladého muže a Chrona, erbovní zvířata Thunů (orli a jednorožci), v postavách andělů a ženských alegorií se již projevuje typická Mostova manýra s nereálným otočením hlavy přes rameno

### Praha

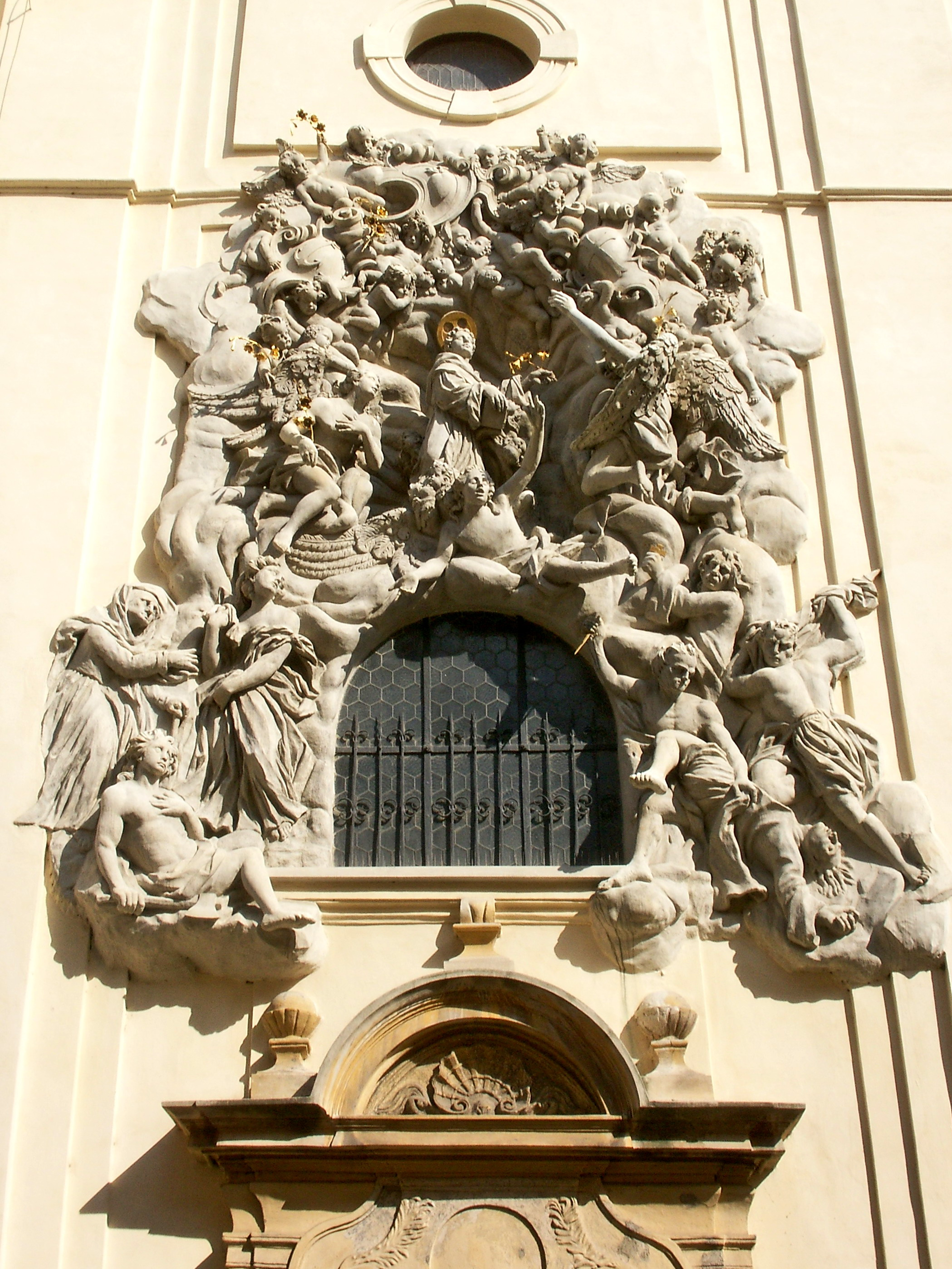
Glorifikace sv. Jakuba

- Průčelí kostela sv. Jakuba (Staré Město, Praha, 1695) – tři vysoké štukové reliéfy kolem oken nad portály jsou řešeny prostorově: střední části ustupují do fasády, typizované tváře, potlačené detaily ve prospěch celkového dojmu glorifikace sv. Jakuba Většího.
  - Uprostřed, sv. Jakub s poutnickou holí obklopen poutníky, nad ním anděl s putti a okřídlenými hlavičkami, za ním drapérie závěsu přechází postupně v oblaka.
  - Glorifikace Františka Serafínského (severní (levý) reliéf): Františka držícího lebku adoruje trojice andělů, pod nimi další hraje na housle, proti němu sedí stařec a medituje nad knihou – alegorie Františkova odvrácení od marnotratného života.
  - Glorifikace Antonína Paduánského (jižní, pravý reliéf): Antonína adoruje trojice andělů, nad ním andílci a okřídlené hlavičky, v dolním plánu scéna zavraždění mladého muže a jeho zázračné vzkříšení, v pozadí obláčky se symboly hlavních křesťanských ctností – křížem (Víra), kotvou (Naděje) a srdcem (Láska).
  - Nahoře na štítu je pět pískovcových soch v mírně nadživotní velikosti (zleva doprava): sv. Anna, Panna Marie, Kristus Salvátor, sv. Jan Evangelista, sv. Jáchym. Na kraji a nejníže jsou tak rodiče P. Marie, Pana Maria a sv. Jan a na vrcholu Kristus. Sochy patří k tomu nejlepšímu, co Mosto vytvořil.[1] r

- Svatý Václav (Karlův most, Praha, 1699–1700) – pískovcový pomník, umístěný původně naproti soše sv. Jana Nepomuckého, věnoval císařský rada Václav Arnošt Markvart z Hrádku. Sv. Václav je pojat jako vojevůdce mezi adorujícími anděly, je oblečen jako římský válečník a zachycen v extatickém postoji: v jedné ruce drží maršálskou hůl a v druhé kopí s praporcem. Andělé na bocích pomníku drží mučednickou ratolest (levá strana) a zavíjený štít se svatováclavskou orlicí (pravá strana). Kromě antikizujícího pojetí (pro české prostředí zcela inovativní prvek) je sousoší výjimečné i svou důraznou dynamikou a perfektním řemeslným provedením

- Újezdská brána pražského opevnění (Praha, 1699–1701) – štuková dekorace, nedochováno

- Sochy v kostele Panny Marie před Týnem (Staré město, Praha, 1695–1700) – volné bílé sochy se zlacenými detaily umístěné na sloupech při pilířích hlavní lodi. Mají typové obličeje a dekorativní nařasení drapérie: dvanáct apoštolů, Kristus Salvátor, Panna Marie.

- Výzdoba kostela sv. Voršily (Praha, 1699–1701) – andělé a putti nad horní kruchtou, zbytek výzdoby stropu po Mostově smrti patrně dokončen jiným italským umělcem. Socha sv. Voršily (1701) v nice nad portálem průčelí, je pravděpodobně Mostovo dílo, případně vypracované Jäckelovou dílnou podle Mostova návrhu.

- Socha archanděla Michaela (Toskánský, dříve Thunovský palác, Hradčany, Praha) – kamenná plastika na nároží budovy do Loretánské ulice, esovitě prohnutá postava se zdviženou rukou třímající meč, hlava typicky stočená přes rameno, nepřirozeně vychýlený bok.

- Reliéf na průčelí Valdštejnského paláce (Malá Strana, Praha, kol. 1694) – kamenná plastika v okenním otvoru nad středním portálem, kolem obrazu Panny Marie je dekorace v podobě baldachýnu pod kterým se vznáší císařská koruna nesená dvěma andílky, dolní část je tvořena obláčky s okřídlenými hlavičkami

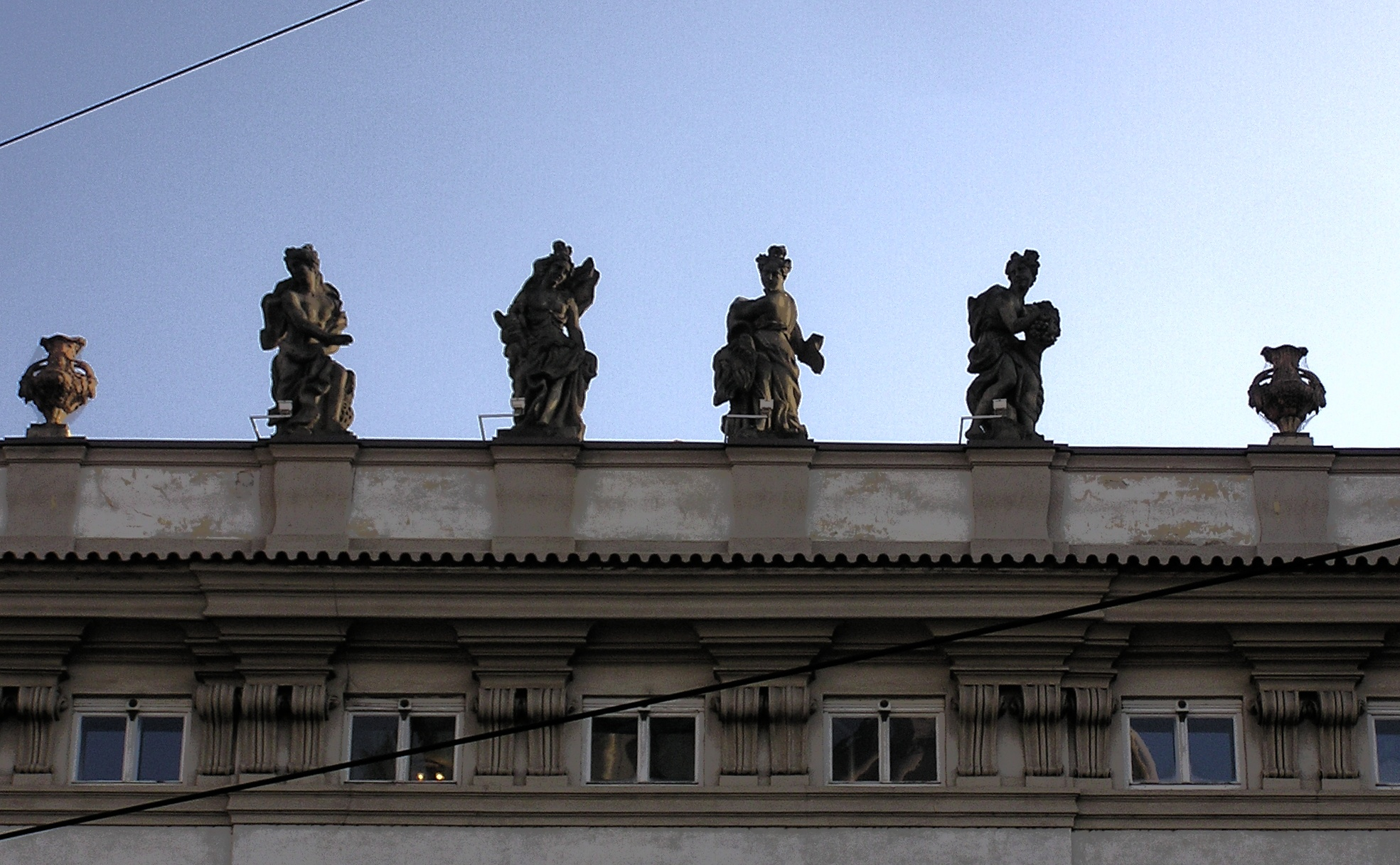
Čtyři živly na atice Kaiserštejnského paláce

- Plastiky Živlů (Kaiserštejnský palác, Malá Strana, Praha) – kamenné plastiky umístěné na atice průčelí paláce, dekorativně pojaté figury, typické přetočení hlavy přes rameno, ve vlasových úpravách vychází ze svých ženských postav v zahradě Mirabell

- Socha sv. Ludmily (Loreta, Hradčany, Praha, kol. 1692) – dřevěná socha krytá inkarnátem a zlacením, umístěná na nástavci po stranách oltáře sv. Josefa od Marka Nonnenmachera, protější socha sv.Václava je považována za dílo jiného autora.

### Přisuzované dílo
Dále se o Mostově autorství uvažuje u výzdoby interiéru kostela sv. Erharta (Salcburk), reliéfů nad portálem zbořeného kostela sv. Vojtěcha u Prašné Brány (Praha) a několika drobných plastik určených pro pražské paláce a interiéry (Fortuna, Athéna, Mars, archanděl Michael, Jaro, Léto), definitivní atribuce se ale dají opřít pouze o formální a technickou podobnost s jinými pracemi. Díla nejsou signovaná, ani podložená archivními materiály.

## Galerie
Sochy na štítu kostela sv. Jakuba v Praze. Originály byly nahrazeny kopiemi a jsou vystaveny v galerii nadace České baroko.

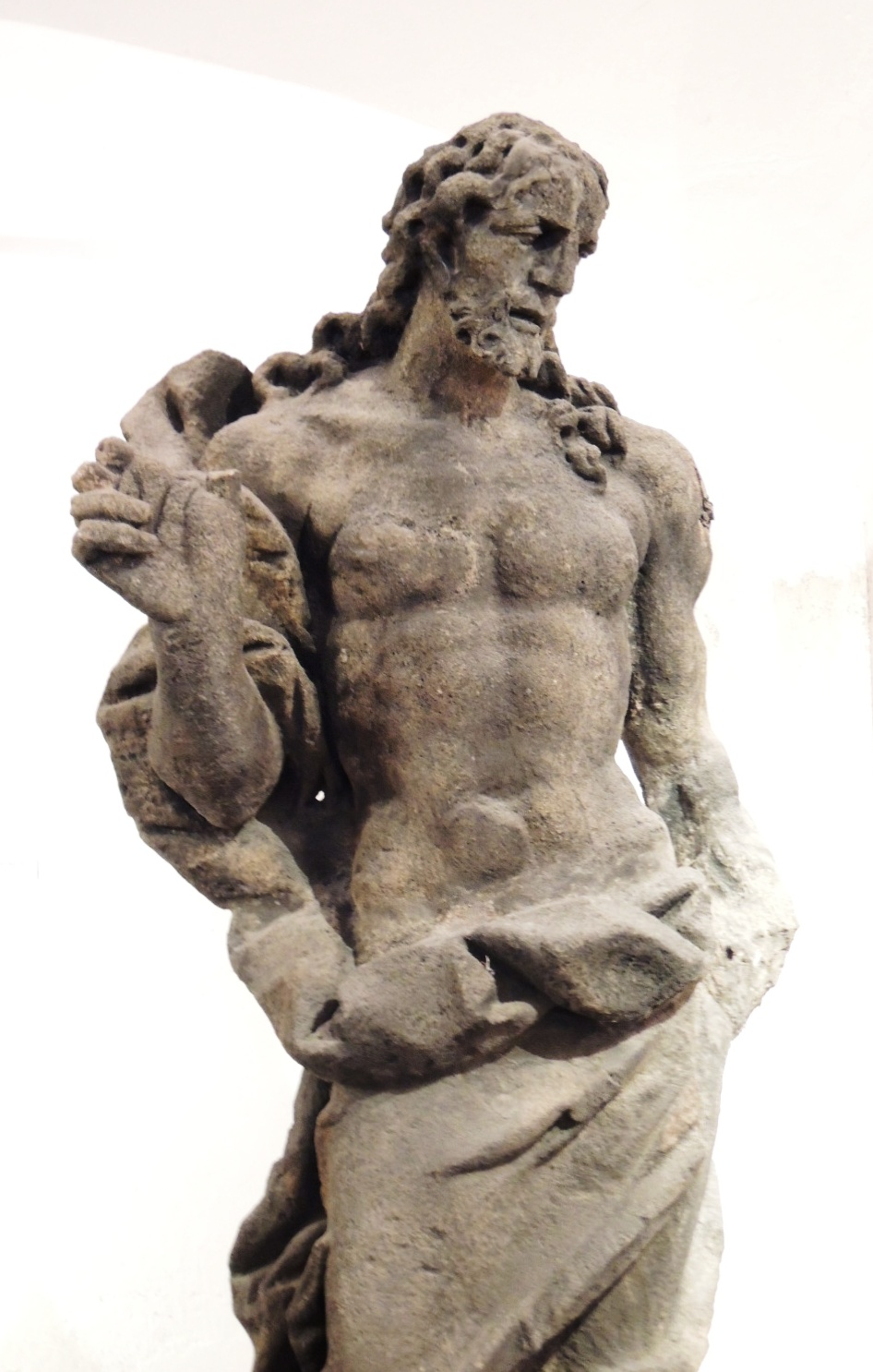
Kristus
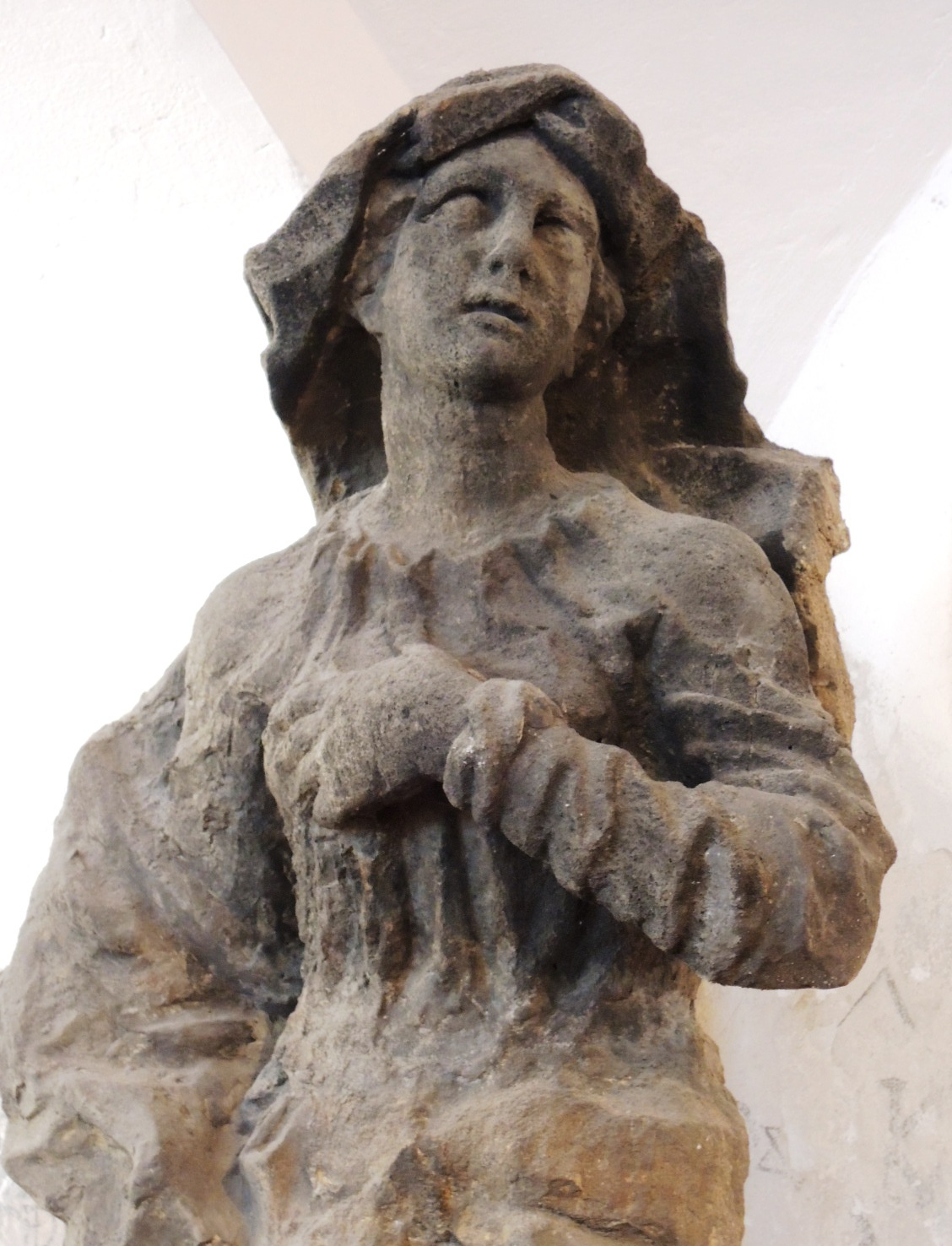
Sv. Anna
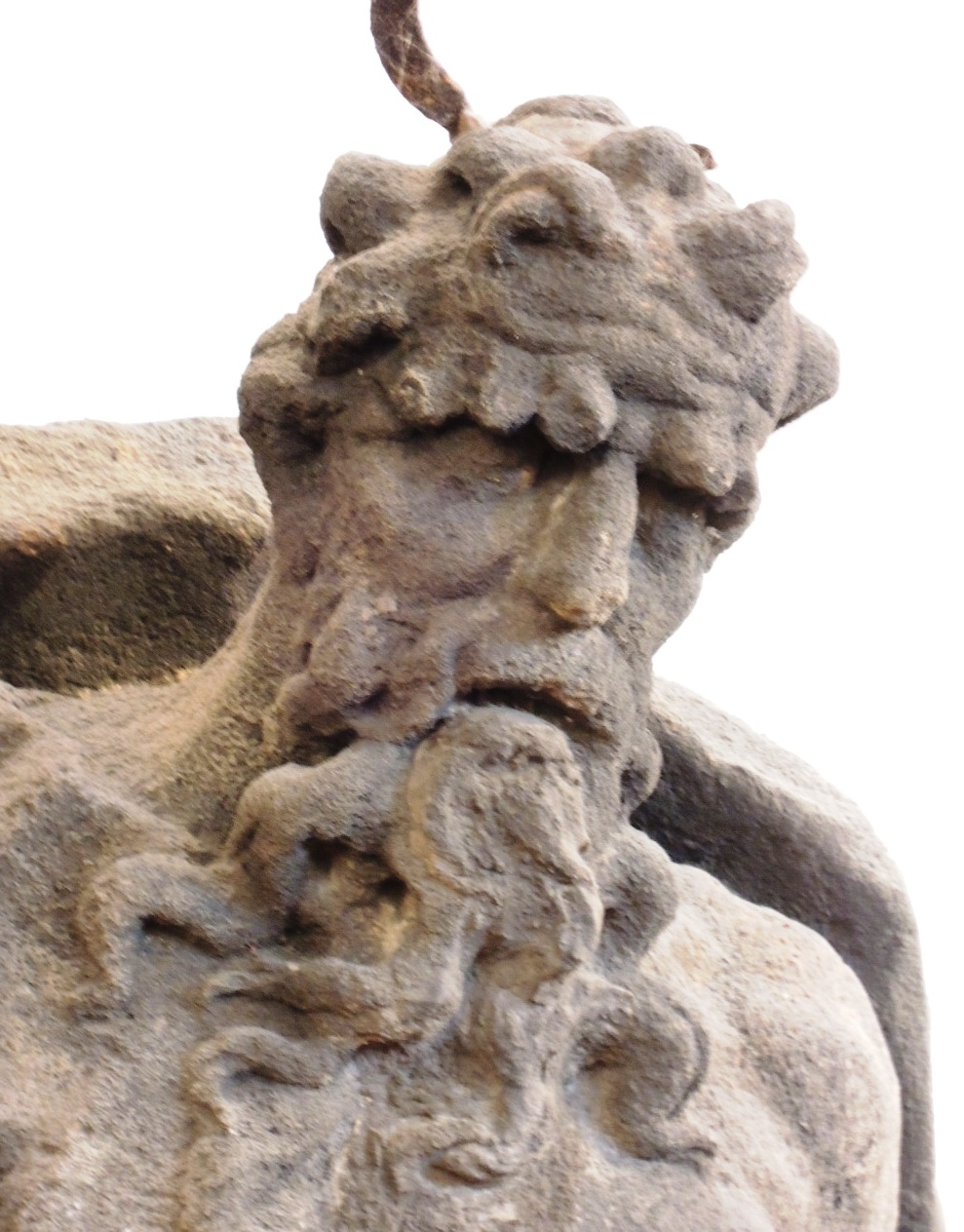
Sv. Jáchym